# 文化悲観主義

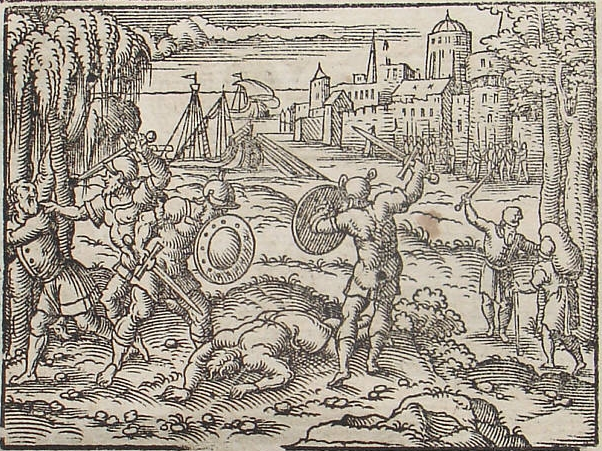
フィルギル・ゾリスのエングレービングによる『The Iron Age』という版画。オウィディウス、変身物語の挿絵(1巻, p.141-150)。

文化悲観主義は、文化批評において現れる悲観主義の一形態であり、国家、文明、あるいは人類そのものの文化が不可逆的な衰退の中にあるという確信に伴って生じる。

## 古くからの文化悲観主義
文化悲観主義は、多くの歴史上の文化において、一般的な見方として重要な位置を占めてきた。例えば、すべてが堕落していく、黄金期は過去のものとなった、最近の世代はダミング・ダウンと文化に関する「出世主義」の態度にただ染まっている、などである。これらとは一線を画した重要な論述もあり、歴史は繰り返す、という普遍的な循環史観の提起は、ジャンバッティスタ・ヴィーコの著作に顕著である。

## 19世紀
19世紀において、文化悲観主義的な要素は、アルトゥル・ショーペンハウアーの哲学とマシュー・アーノルドの文化批評に見出せる。また、トーマス・マコーリーが好例であるところのホイッグ史観、進歩主義の潮流は、ヴィクトリア朝中期においていくらか退潮を見せた。
ラテン語およびギリシア語文学における伝統的な西洋古典学に基づいた古典文化は、1900年から少なくとも二世代の人々により、外部からの風当たりの強い状況に置かれていたものの、それと同時に、典型的な文化悲観主義的思想家であるフリードリヒ・ニーチェを生んでいる。

## 20世紀前半

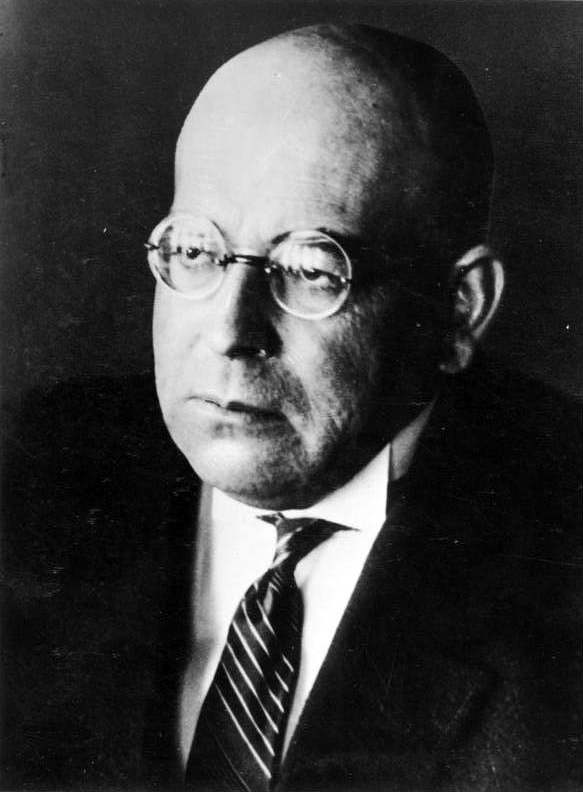
『西洋の没落』の著者、オズヴァルト・シュペングラー。

オズヴァルト・シュペングラーの時代の文化悲観主義は、ニヒリズムとモダニズムの間で、いくぶんか理知的かつ非宗教的な選択があったにもかかわらず、それを拒否したものであると見なされるかもしれない。というのも、自由主義的な思想を政治的に圧迫する傾向にあったからである。
20世紀初頭において、西洋に対する特定の種類の批判は、通常、欧州の旧世界に向けられたものであると解釈され、したがって、特に北米を除外していた。この事実についての有名な出典であるのが、シュペングラーの『西洋の没落』(1918年 - 1923年)であり、その出版後多くの言及がなされることとなる。1920年代以後についても、T・S・エリオットなどの批評や、アーノルド・J・トインビーなどの歴史論の多くの論調が軌を一にしており、シュペングラーは、第一次世界大戦後の欧州の文化的な状況について、少なくともある種の真実を述べてきたというのが、当世での評価であった。また、エリオットによる初期の著作である『荒地』(1922年)も、一般的にかつ直接的にこれらとの関係のうちで解釈されていた。

## 現代の文化悲観主義者
20世紀の終わりに向かって、文化悲観主義は目立って表面化した。例えば、ジャック・バーザンの『From Down to Decadance: 500 Years of Western Cultural Life, 1500 to the Present』(2000年)は、タイトルそれそのものが読者に希望を抱かせることを企図している。その中で、バーザンは、ヴィクトリア朝の主要な文化批評家であるマシュー・アーノルドについて、以下のように書いている。
アーノルドによれば、英国の各社会階級の行動は、宗教的な力によっても、理性的な力によっても感化されてはいなかった。上流階級はバルバロイのように無教養で、中間階級はペリシテ人のような俗物であった(op. cit. p.573)。
世紀末の米国では、文化悲観主義の関心は幾分も文化戦争及び高等教育における保守的な見解に限定されるようになった。他方、西欧は人口統計学とポストモダニズムを少なくともジャーナリズム上重要であるに留め、不一致の原因は第一義的に問題の政治的な重要性に根ざしているとするに際し、自己規定に苦心している。